# 3C 47

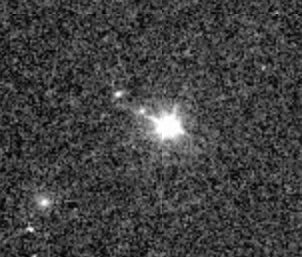
3C 47 vista pelo telescópio Hubble.

3C 47 é um quasar localizado na constelação de  Pisces.